# Chinese Taishan
Chinese Taishan (in cinese 中国泰山) è una nave da crociera, in servizio per la Bohai Cruise Co., Ltd.. Dal 2011 al 2013 prestò servizio per la compagnia genovese Costa Crociere.

## Storia

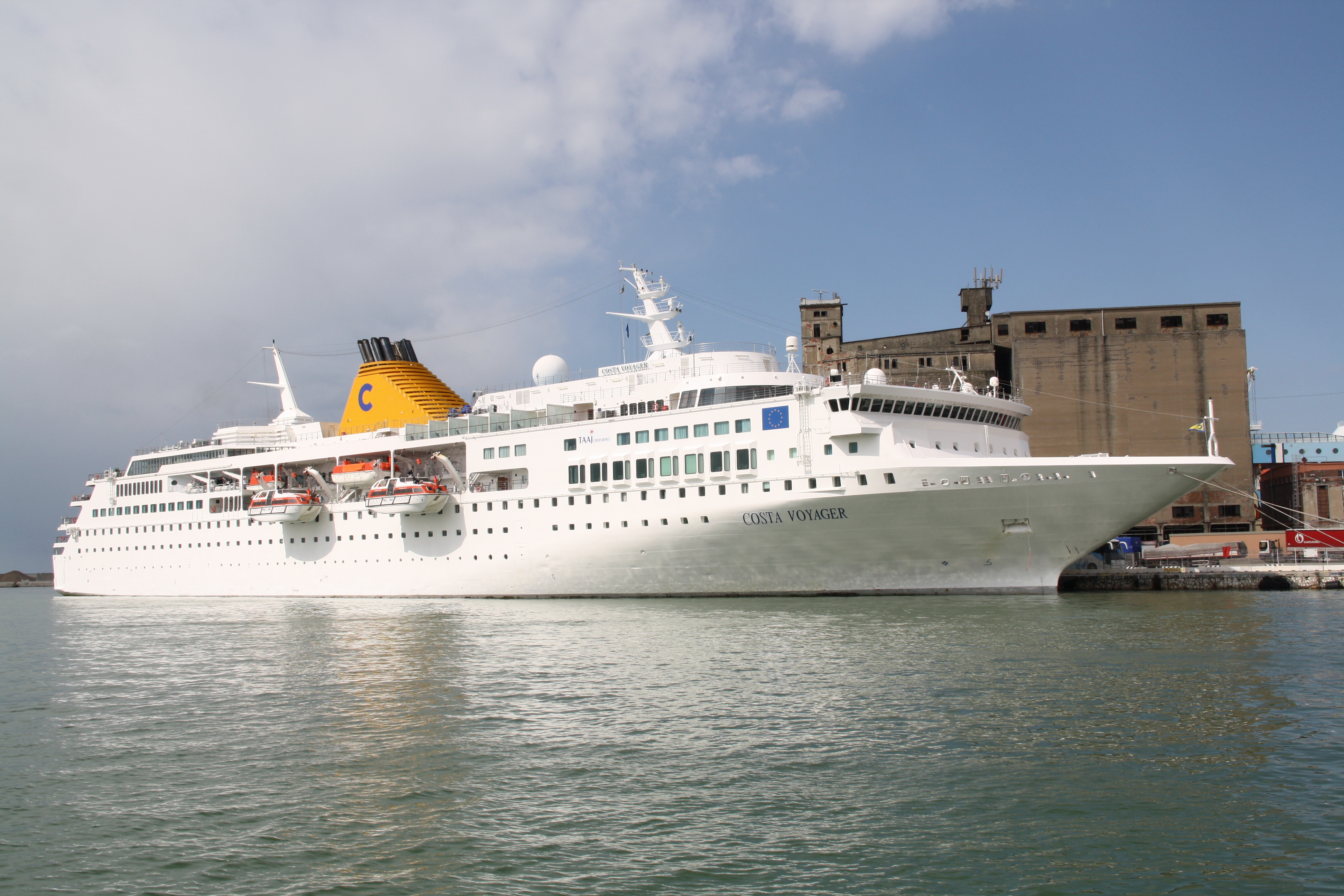
La Costa Voyager a Livorno con i colori Costa Crociere

A partire da Novembre 2011, la nave era stata noleggiata a Costa Crociere dalla controllata Ibero Cruceros per operare durante tutto il 2012 nella zona del Mar Rosso.
La nave non è mai stata acquistata definitivamente da Costa Crociere, e non era neanche stato reso noto quando Costa Voyager sarebbe tornata ad operare per Ibero Cruceros con il nome originario di Grand Voyager. Da maggio a novembre 2014 la nave doveva fare delle crociere nell'Adriatico e nello Ionio al posto della Costa Classica che le aveva realizzate nelle estati del 2012 e del 2013. Nel novembre 2013 Costa Crociere ha ufficializzato la vendita della Costa Voyager a una compagnia cinese lasciando i porti di scalo di Trieste ed Ancona senza i 30 attracchi previsti. Dal 2013 entra in servizio per la Bohai Cruise Co., Ltd. cambiando nome in Chinese Taishan.

## Caratteristiche
La Costa Voyager era la più piccola nave della flotta Costa Crociere. Ha 418 cabine totali, di cui 28 suite, 16 panoramiche e 12 con balcone privato. 
Ha inoltre, 3 ristoranti, 4 bar, 1 piscina, 2 vasche idromassaggio e un centro benessere con palestra, sale trattamenti, bagno turco e sauna.
Per quanto riguarda il divertimento, la Voyager mette a disposizione dei clienti: un teatro, un casinò, una discoteca, un internet point, una biblioteca, una sala carte, una galleria commerciale e lo Squok Club (Squok è la mascotte di Costa Crociere).
La nave ha 7 ponti, di cui sei sono destinati agli ospiti, dedicati agli dei greci:
- Neptune
- Dionysus
- Venus
- Selene
- Apollon
- Helios